# Nostra Signora di Šiluva

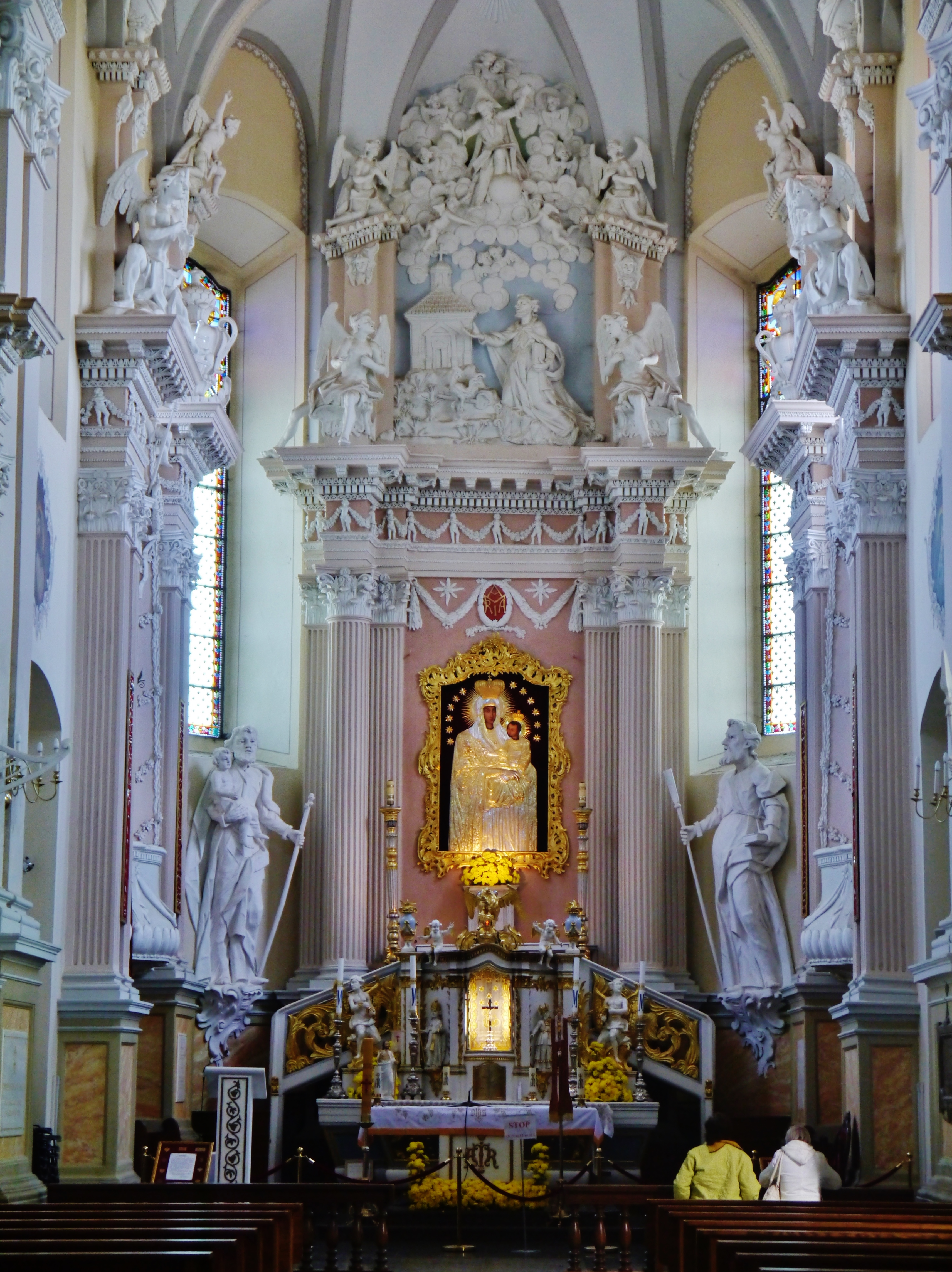
Immagine della Madonna col Bambino conservata nel santuario di Šiluva

Nostra Signora di Šiluva è l'appellativo con cui la Chiesa cattolica venera Maria, in seguito alle apparizioni che avrebbero avuto nel 1608 a Šiluva, in Lituania, alcuni pastorelli.

## La storia

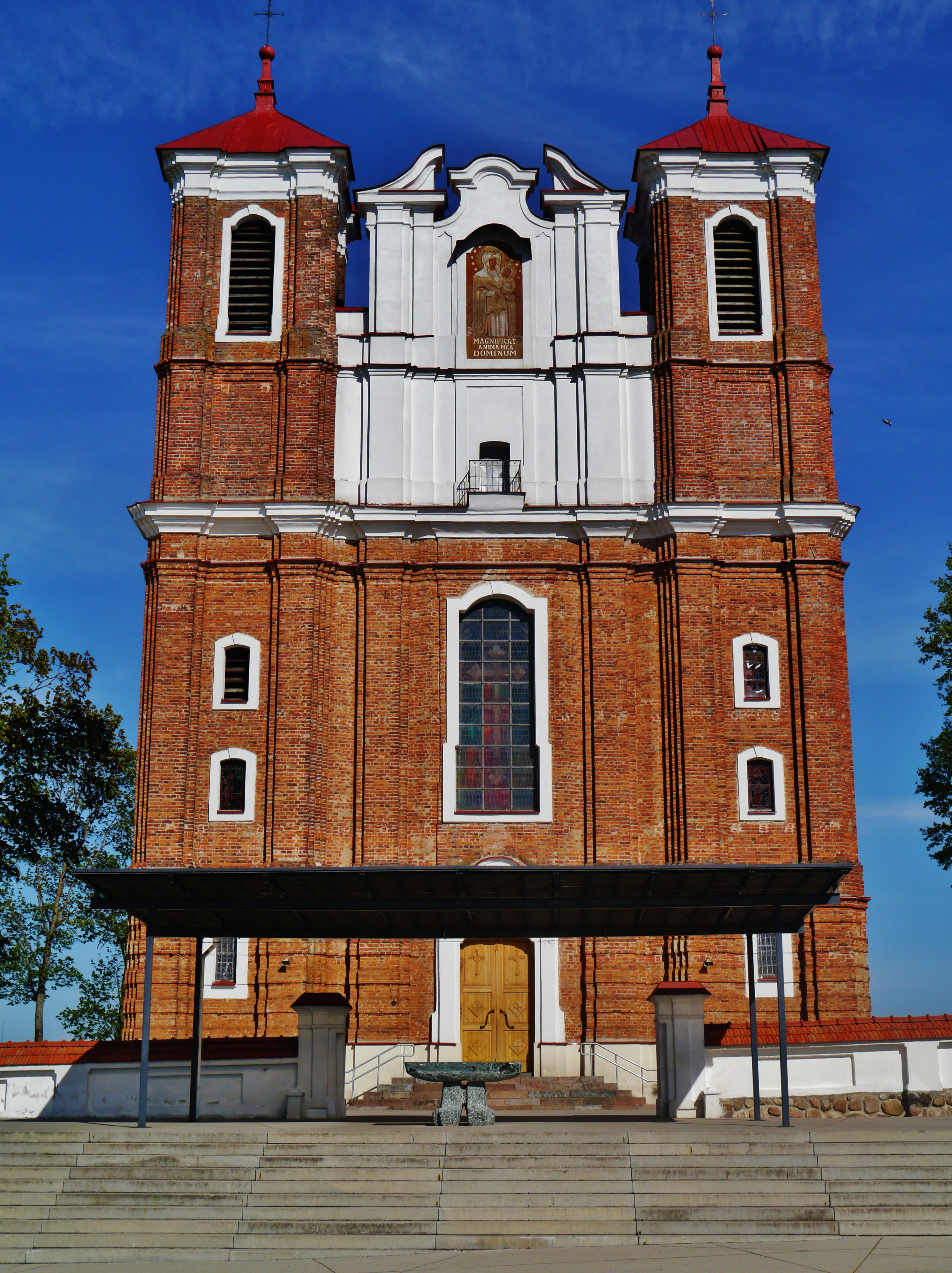
Il santuario di Šiluva

Il santuario di Šiluva, eretto nel 1457 e in seguito distrutto da un incendio, fu ricostruito nel 1500 e dedicato alla Natività della Beata Vergine Maria. 
Con la Riforma protestante e la successiva diffusione del calvinismo in Lituania il santuario fu distrutto, ma l'immagine di Maria fu salvata dal parroco, messa in una cassa di ferro e sotterrata. 
Con la Controriforma e l'arrivo dei Gesuiti nel 1569 il cattolicesimo riprese vita e, verso il 1600, la legge obbligò i protestanti a restituire ai cattolici gli edifici e i beni che erano stai confiscati. Le apparizioni mariane del 1608 segnarono il ritorno decisivo della fede cattolica e la progressiva estinzione del calvinismo.

## Le apparizioni

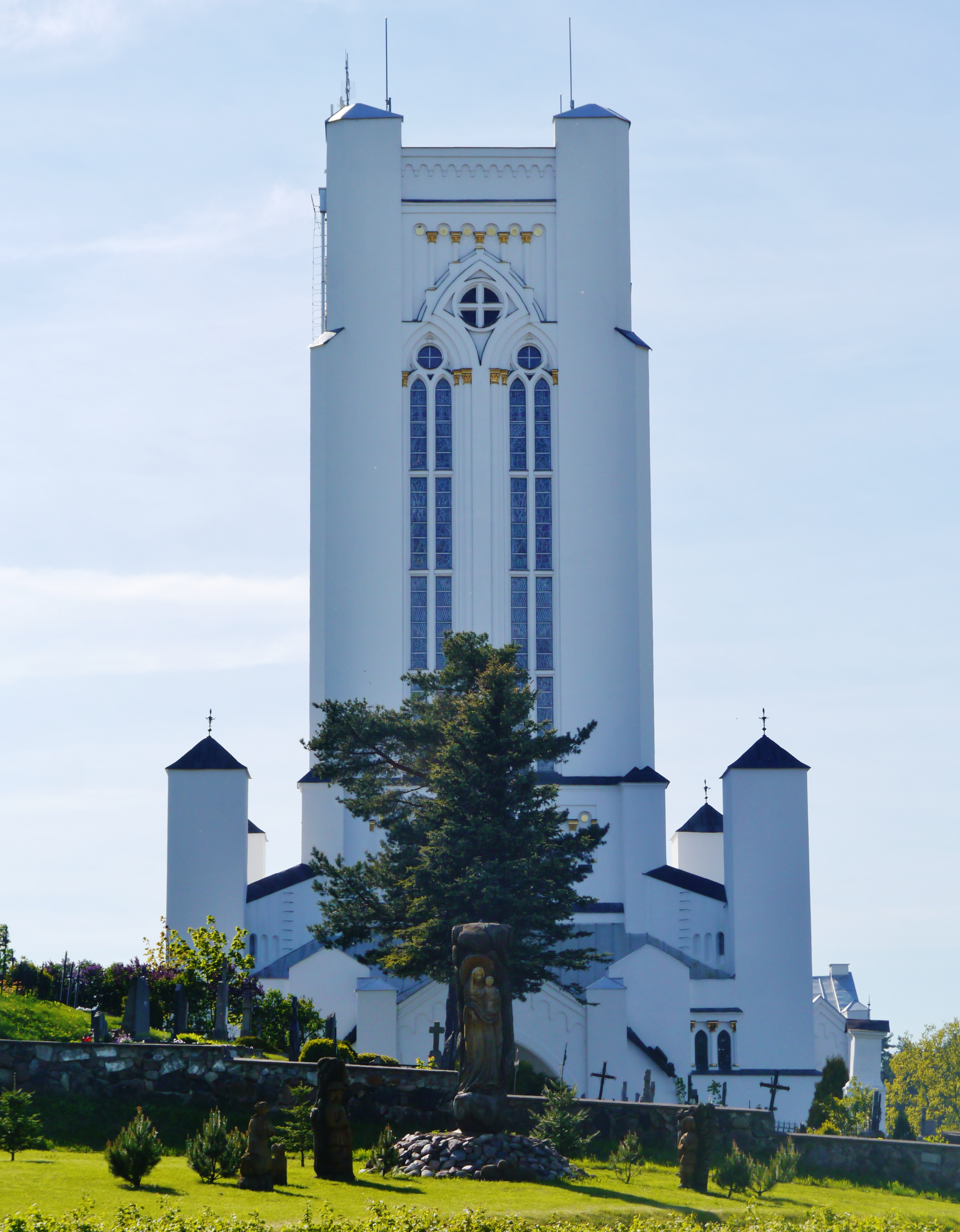
La cappella costruita sul luogo delle apparizioni, poco distante dal santuario

Nel 1608, mentre alcuni pastorelli stavano pascolando il gregge nel luogo dove sorgeva l'antica chiesa, sopra un masso sarebbe apparsa loro una giovane donna piangente con un bambino in braccio. I pastorelli corsero a raccontare l'accaduto ai genitori, che informarono il pastore calvinista del luogo. 
La mattina dopo una gran folla si recò sul posto, guidata dal pastore calvinista stesso: secondo la tradizione, quando questi vide la giovane in lacrime le chiese "Perché piangi?" e la donna, prima di scomparire, rispose "Ci fu un tempo in cui mio figlio qui veniva adorato dal mio popolo. Ma questo terreno sacro è ora stato abbandonato al ferro dell'aratro e al pascolo". La notizia si diffuse in tutta la regione e l'ex sacrestano, cieco e ormai centenario, che aveva aiutato il parroco a nascondere la cassa con la sacra immagine, condotto sul posto riacquistò la vista, indicando quindi il punto esatto dov'era stata sepolta la cassa stessa.

## Il riconoscimento da parte della Chiesa cattolica
Secondo alcune fonti, la Chiesa cattolica avrebbe riconosciuto le apparizioni, come risulterebbe da un decreto papale pubblicato da papa Pio VI il 17 agosto 1775. Secondo altre fonti, la Chiesa cattolica avrebbe ratificato soltanto l'incoronazione della sacra immagine.